# Joseph Di Chiara
Joseph Di Chiara (Toronto, 30 gennaio 1992) è un calciatore canadese, centrocampista svincolato.

## Carriera
Ha giocato nella massima serie russa con il Kryl'ja Sovetov Samara, dove ha collezionato 5 presenze. Ha inoltre anche giocato nella massima serie kazaka, in quella lituana ed in quella canadese.